# Penny-Wiseguys
"Penny-Wiseguys" é o quinto episódio da 24ª temporada do seriado de animação de comédia de situação "The Simpsons". Foi exibido originalmente pela FOX em 7 de outubro de 2012.

## Enredo
Homer fica surpreso ao descobrir que seu parceiro de boliche, Dan Gillick, é contador de Fat Tony e sua máfia. Enquanto isso, Lisa adiciona insetos à sua dieta vegetariana depois de desmaiar durante um solo de saxofone, mas começa a questionar sua decisão quando os insetos começam a pedir piedade em seus sonhos.

## Recepção
Em sua exibição original, o episódio foi assistido por 5,06 milhões de espectadores.